# Central Square
Central Square – wieś w Stanach Zjednoczonych, w stanie Nowy Jork, w hrabstwie Oswego.